# Tuc de Campsaure
El Tuc de Campsaure és una muntanya de 2.142 metres que es troba entre els municipis d'Es Bòrdes, a la comarca de la Vall d'Aran i de Banhèras de Luishon a França.